# 久遠 (宮野真守の曲)
「久遠」（くおん）は、宮野真守の1枚目のシングル。2007年5月23日にKONAMIから発売された。

## 概要
表題曲「久遠」は、主人公・陸遜伯言役で出演したテレビアニメ『鋼鉄三国志』のエンディングテーマとして使用された。宮野真守名義で発売された初のシングルだが、正式なメジャーデビューシングルは次作「Discovery」からとなる。

## 収録曲
1. 久遠 [4:15]
作詞・作曲・編曲：Alchemy+
  - テレビ東京系アニメ『鋼鉄三国志』エンディングテーマ
2. いつか [4:05]
作詞：松井五郎、作曲・編曲：渡辺拓也
3. 鋼鉄三国志スペシャルCDドラマ [5:40]
4. 久遠（instrumental）
5. いつか（instrumental）

## 収録作品
| 曲名   | アルバム | 備考                  |
| ------ | -------- | --------------------- |
| 久遠   | BREAK    | 1stオリジナルアルバム |
| いつか | BREAK    | 1stオリジナルアルバム |